# Asphondylia sarcocorniae
Asphondylia sarcocorniae är en tvåvingeart som beskrevs av Veenstra-quah och Peter Kolesik 2007. Asphondylia sarcocorniae ingår i släktet Asphondylia och familjen gallmyggor. Inga underarter finns listade i Catalogue of Life.